# Bill Cobbs
Bill Cobbs, nome artístico de Wilbert Francisco Cobbs (Cleveland, 16 de junho de 1934 – Upland, 25 de junho de 2024) foi um ator estadunidense de cinema e televisão. Atuando ao longo de seis décadas, da década de 1970 até o início da década de 2020, ele é conhecido por seus inúmeros papéis coadjuvantes em filmes e séries de televisão populares.
Cobbs atuou em filmes como The Bodyguard (1992) e Night at the Museum (2006). Atuou também em mais de 120 séries de televisão, possuindo participações em Star Trek: Enterprise, Walker, Texas Ranger, The Sopranos, My Wife and Kids e Criminal Minds. Em 2012, ele teve um papel recorrente como George na sitcom Go On.

## Filmografia
| Ano  | Título                                  | Título em português                                                                                     |            |
| ---- | --------------------------------------- | --- | ---------- |
| 1974 | The Taking of Pelham One Two Three      | | [ 2 ]      |
| 1975 | A Boy and a Boa                         | | Short film |
| 1977 | Greased Lightning                       | |            |
| 1978 | A Hero Ain't Nothin' but a Sandwich     | |            |
| 1979 | The Hitter                              | |            |
| 1983 | Trading Places                          | | [ 2 ]      |
| 1983 | Silkwood                                | |            |
| 1984 | The Brother from Another Planet         | | [ 2 ]      |
| 1984 | The Cotton Club                         | |            |
| 1985 | Compromising Positions                  | |            |
| 1986 | The Color of Money                      | pt: A Cor do Dinheiro                                                                                   |            |
| 1987 | Suspect                                 | pt: Sob Suspeita                                                                                        |            |
| 1988 | Dominick and Eugene                     | pt: Dominick e Eugene                                                                                   |            |
| 1988 | Bird                                    | pt: Fim do Sonho, br: Bird                                                                              |            |
| 1989 | The January Man                         | pt: Agarrem Este detetive, br: Calendário da Morte                                                      |            |
| 1991 | New Jack City                           | pt: "A Cidade do Novo Paraíso, br: New Jack City - A Gangue Brutal                                      |            |
| 1991 | The People Under the Stairs             | br: As Criaturas Atrás das Paredes                                                                      |            |
| 1992 | The Bodyguard                           | pt/br: O Guarda-Costas                                                                                  |            |
| 1993 | Demolition Man                          | pt: Homem Demolidor, br: O Demolidor                                                                    |            |
| 1994 | The Hudsucker Proxy                     | br: Na Roda da Fortuna                                                                                  |            |
| 1995 | Things to Do in Denver When You're Dead | pt: Coisas Para Fazer em Denver Depois de Morto, br: Coisas Para Fazer em Denver Quando Você Está Morto |            |
| 1995 | Fluke                                   | br: Lembranças de Outra Vida                                                                            |            |
| 1996 | Ed                                      | br: Ed - Um Macaco Muito Louco                                                                          |            |
| 1996 | First Kid                               | pt: Guarda-Costas, Ama-Seca, br: Enlouquecendo meu Guarda-Costas                                        |            |
| 1996 | That Thing You Do!                      | pt: Tudo por um Sonho, br: The Wonders - O Sonho Não Acabou                                             |            |
| 1996 | Ghosts of Mississippi                   | pt/br: Fantasmas do Passado                                                                             |            |
| 1997 | Air Bud                                 | br: Bud - O Cão Amigo                                                                                   |            |
| 1998 | I Still Know What You Did Last Summer   | pt: Ainda sei o que Fizeste no Verão Passado, br: Eu Ainda Sei O Que Vocês Fizeram No Verão Passado     |            |
| 2005 | The Derby Stallion                      | pt/br: Alma de Campeão                                                                                  |            |
| 2006 | Night at the Museum                     | pt: À Noite, No Museu, br: Uma Noite No Museu                                                           |            |
| 2007 | The Ultimate Gift                       | pt: O Presente                                                                                          |            |
| 2009 | Black Water Transit                     | |            |
| 2011 | The Muppets                             | pt: Os Marretas, br: Os Muppets (Voz)                                                                   |            |
| 2013 | Oz: The Great and Powerful              | pt: Oz: O Grande e Poderoso, br: Oz: Mágico e Poderoso                                                  |            |
| 2014 | Night at the Museum: Secret of the Tomb | pt: À Noite no Museu: O Segredo do Faraó, br: Uma Noite no Museu 3: O Segredo da Tumba                  |            |
| 2015 | The Great Gilly Hopkins                 | pt/br: A Fabulosa Gilly Hopkins                                                                         |            |
| 2016 | Greenleaf                               | |            |
| 2016 | New Life                                | br: Uma Razão para Recomeçar                                                                            |            |

## Morte
Cobbs morreu em sua casa em Upland (Califórnia), em 25 de junho de 2024, de causas naturais, poucos dias após completar 90 anos. Ele nunca se casou e não teve filhos.